# Manuel Muerte

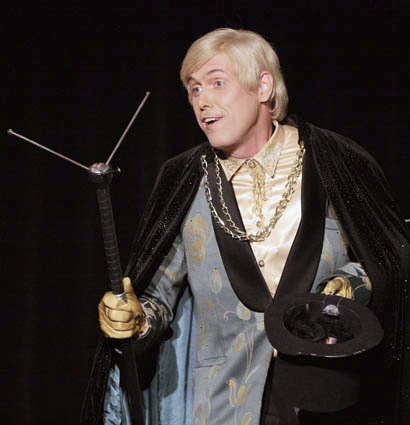
Manuel Muerte

Manuel Muerte (* 11. März 1968 in Hamburg als Guido Schmalriede) ist ein Theatermacher, Performer und Zauberkünstler.

## Leben
Nach einem Studium der Angewandten Kulturwissenschaften in Lüneburg wurde er professioneller Zauberkünstler und arbeitet weltweit im Varieté, Theatern und Unterhaltungsproduktionen. Während dieser Zeit traf er auf die sich entwickelnde Gruppe der „Fertige Finger“ und spielte hier bereits die Rolle eines skurrilen Zauberkünstlers: Er „operiert“ sein Auge heraus, lässt es verschwinden und wieder erscheinen. 
In seinen Produktionen setzt Manuel Muerte die Zauberkunst als Mittel ein, um sich mit den realen Dingen des Lebens zu beschäftigen. 
2003 stellte er sein erstes 2-Stunden-Programm, „Metaphysische Kabinett“, zusammen. Darin spielt er die Rolle eines sich auf dem Abstieg befindlichen Zauberers der späten 1970er Jahre, der verzweifelt versucht, an Hollywood-Größen heranzukommen.
Seit 2014 produzierte er zusammen mit der Hamburger Theatergemeinschaft auf Kampnagel Zauberprogramme, in denen er sich mit magisch-mystischen Problemen des Alltags auseinandersetzt. In seiner ersten Produktion behandelte er das Thema Magie der Sexualität. 2015 und 2016 stellte er sich in seinen Programmen dem Thema Tod und dem Leben danach. Zunächst mit dem Programm Der schwebende Diwan und danach Talking Dead-Talkshow mit Toten, die er ebenfalls auf Kampnagel spielte. Ein Jahr später produzierte er mit Unterstützung der Kulturbehörde Hamburg das Programm Das Orakel von Delphi
In den 1990er Jahren trat er zusammen mit den Kollegen Bernhard Wolff und Detlef Simon (Desimo) als Gruppe Die Plebsbüttel auf, die auf dem Weltkongress der Zauberkunst in Japan 1994 mit einem ersten Preis ausgezeichnet wurde.

## Veröffentlichungen
- DVD: Done by Misdirection, 2004

## Artikel (Auswahl)
- Brillanter Zauberer mit großem Herz, in: Magische Welt, Heft 5, 66. Jahrgang, 2017, Seite 186
- Zeit ist Geld, in: Magie, Heft 1, Januar 1998, Seite 6
- Rollenfindung und (Mis)direction, in: Magie, Heft 10, Oktober 1998, Seite 428
- Ärmelleuchter, in: Magie, Heft 1, Januar 2001, Seite 13

## Auszeichnungen
- 1. Preis Comedy Magic (zusammen mit Plebsbüttel), Japan, 1994[6]
- Sarmoti-Preis, gestiftet von Siegfried & Roy, Las Vegas, 2007
- Magier des Jahres, 1996, Auszeichnung des Vereins Magischer Zirkel von Deutschland[7]
- 3. Preis im Bereich Close-up Zauberei, Weltkongress der Zauberkunst, Dresden 1997[8]
- 1. Preis im Bereich Close-up Zauberei, Kongress Laxenburg/Wien, 1998[9]
- Schwerter Kleinkunstpreis, (mit der Gruppe Die Plebsbüttel), 2000[10]
- 2. Preis im Bereich Close-up Zauberei, FISM-Weltkongress in Lissabon, 2000[11]

## Nachweise
1. ↑  Das Manuel Muerte Seminar in Berlin, abgerufen am 9. März 2018.
2. ↑  Schräg, schräger, Manuel Muerte, in: Magie, Heft 3, März 2004, Seite 162
3. ↑  Besprechung im Hamburger Abendblatt, abgerufen am 9. März 2018.
4. ↑  Manuel Muerte: Talking Dead, abgerufen am 9. März 2018.
5. ↑  Magische Welt, Heft 6, 66. Jahrgang, 2017, Seit 216
6. 1 2  FISM Winners – 1991 to 1997. Abgerufen am 13. Januar 2020 (englisch).
7. ↑  Organ Magie, Hef 8, August 1996, Seite 338
8. ↑  Organ Magie, Heft 8, August 1997, Seite 366
9. ↑  Organ Magie, Heft 7, Juli 1998, Seite 378
10. ↑  Organ Magie, Heft 2, Februar 2000, Seite 75
11. ↑  Organ Magie, Heft 9, September 2000, Seite 331

| Personendaten    | Personendaten                      |
| ---------------- | ---------------------------------- |
| NAME             | Muerte, Manuel                     |
| ALTERNATIVNAMEN  | Schmalriede, Guido (Geburtsname)   |
| KURZBESCHREIBUNG | deutscher Zauberkünstler und Autor |
| GEBURTSDATUM     | 11. März 1968                      |
| GEBURTSORT       | Hamburg                            |